# レインボー・フランクス
レインボー・フランクス（Rainbow Francks、1979年12月3日 - ）は、カナダの俳優。

## 出演作品
- リスナー 心を読む青い瞳 シーズン4（デヴ・クラーク）
- リスナー 心を読む青い瞳 シーズン3（デヴ・クラーク）
- リスナー 心を読む青い瞳 シーズン2（デヴ・クラーク）
- スターゲイト：アトランティス シーズン5（エイデン・フォード）
- スターゲイト：アトランティス シーズン2（エイデン・フォード）
- スターゲイト：アトランティス シーズン1（エイデン・フォード）
- ラヴ・ソング（カルビン）
- ブラックフォックス2 ～平和の価値は～
- ブラックフォックス3 ～軌跡の果て～
- JETT/ジェット Jett (2019)
- ハイ・フィデリティ High Fidelity (2020)